# Dálnice v Maďarsku

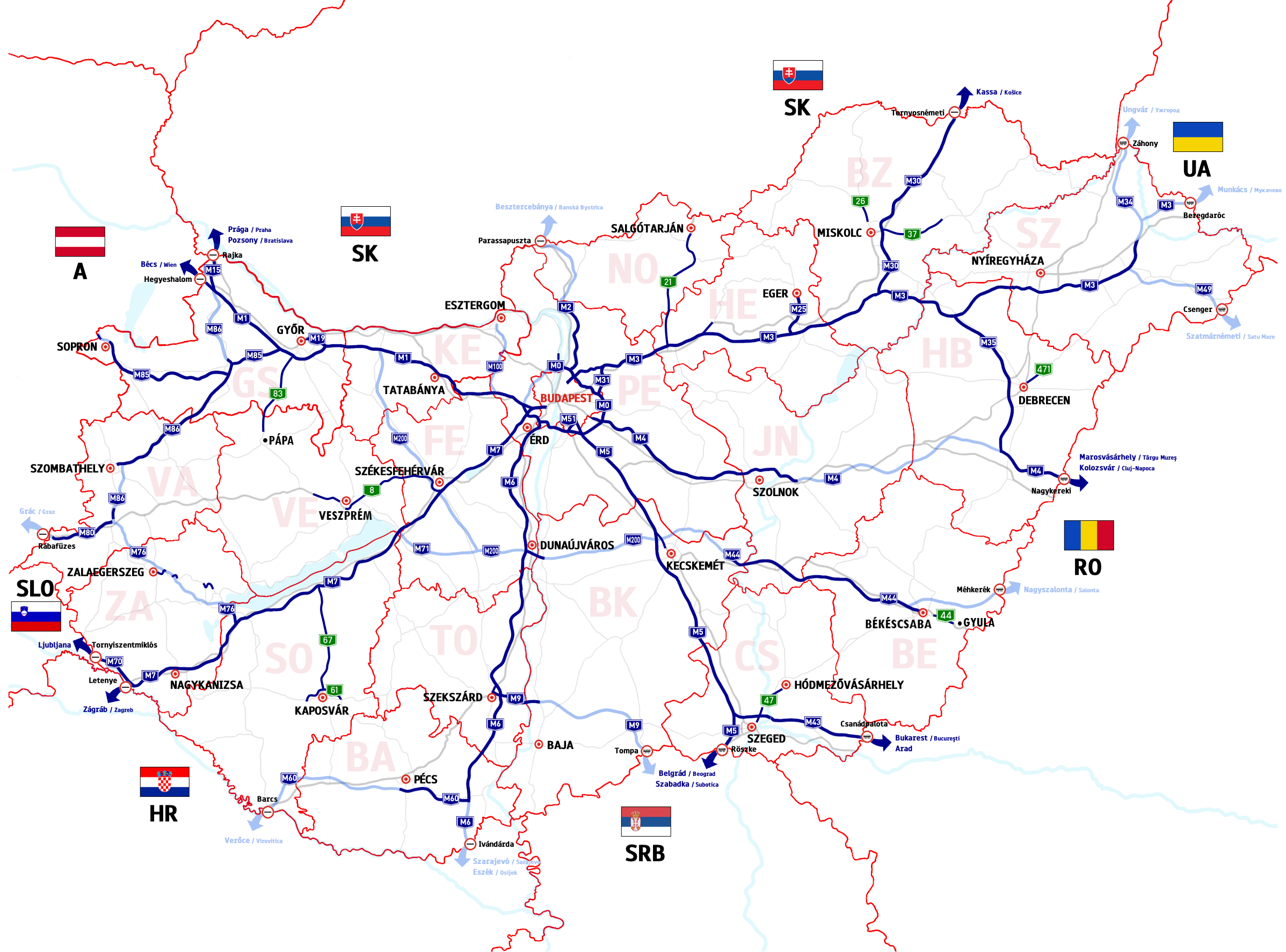
Plánované dálnice v Maďarsku
Stávající dálnice
Dálnice ve výstavbě
Plánované dálnice

Rychlostní limity v Maďarsku

Dálnice v Maďarsku jsou silnice dálničního typu v Maďarsku. Jejich celková délka byla k říjnu 2021 přibližně 1800 km. Nejvyšší povolená rychlost na dálnicích je pro osobní automobily 130 km/h, na rychlostních silnicích pak 110 km/h. Na maďarských dálnicích funguje systém tzv. virtuálních dálničních známek.

## Historie výstavby

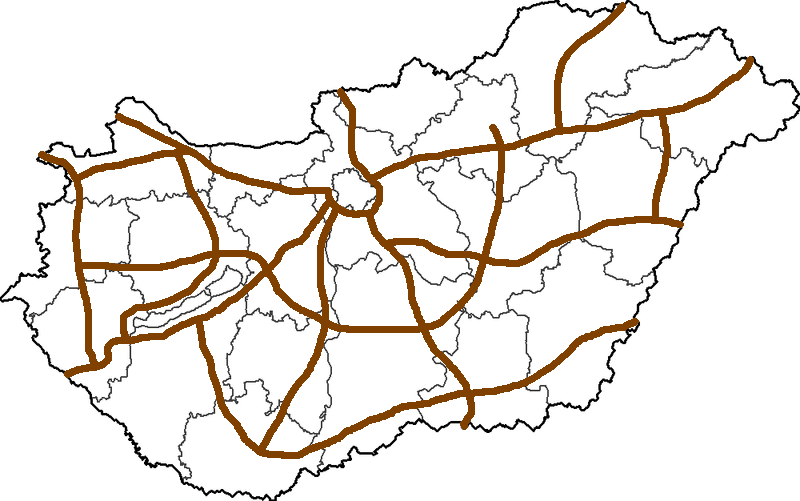
Plán výstavby dálnic z roku 1974

Stavba maďarského dálničního systému byla spuštěna za socialismu, roku 1964 dnešní dálnicí M7, která spojuje hlavní město Budapešť, okolí jezera Balaton až ke hranici s Chorvatskem. V roce 1975 byl hotov první úsek mezi Budapeští a jezerem Balaton. Postupně byly budovány další úseky, jako budapešťský okruh (M0), Budapešť – Győr směrem do Rakouska na Vídeň, Budapešť – Segedín směrem do Jugoslávie na Bělehrad nebo Budapešť – Miškovec směrem na východ. Po pádu Železné opony byl v roce 1991 přijat Národní program pro rozvoj silniční sítě, který podpořil výstavbu dalších dálnic.

## Značení
Dálnice v Maďarsku jsou označovány písmenem M, což je zkratka slova műút (= „dálnice, hlavní silnice“). Často je ale chápána i jako magyar („maďarský“) nebo motorhajtású („motorem poháněný“, tj. pro motorová vozidla). Běžně užívaný maďarský výraz pro dálnici je nicméně autópálya („automobilová dráha“) a pro rychlostní silnice autóút („automobilová silnice“). 
Oba typy dálnic jsou značeny stejně – modrou pětihrannou tabulkou s bílým písmenem „M“ a číslem. Číslo je zpravidla odvozeno od souběžně vedoucí stávající silnice. Částečnou výjimkou je např. M3, která od Emődu pokračuje ve svém směru k Ukrajině, zatímco podél silnice č. 3 dále vede odbočka M30. Dálnice M8 je zase plánována spíše jako směrové pokračování silnice č. 8 (podél jejíhož úseku vede M80). Označení M0 symbolizuje okruh (kolem Budapešti), žádná silnice č. 0 v Maďarsku neexistuje.

## Seznam dálnic
Následující seznam obsahuje existující i plánované dálnice i rychlostní silnice v pořadí podle čísla. Jejich typ je v tabulce rozlišen v posledním sloupci jako D pro dálnici a R pro rychlostní silnici. Ve sloupci „V provozu“ jsou tmavě zelenou barvou vyznačeny kompletně dokončené dálnice a světle zelenou částečně zprovozněné dálnice. Ve sloupci „Trasa“ je kurzívou označena dosud nezprovozněná část trasy.
| Číslo dálnice | Mapa                   | Trasa | Evropská silnice | Konečná délka (km) | V provozu | V provozu | Geodata (OSM) | Typ |
| Číslo dálnice | Mapa                   | Trasa | Evropská silnice | Konečná délka (km) | (km)      | %         | Geodata (OSM) | Typ |
| ------------- | ---------------------- | --- | ---------------- | ------------------ | --------- | --------- | ------------- | --- |
| M0            | M0 autópálya - térkép  | Budapešť (okruh) |                  | 109 km             | 77 km     | 70,6%     | OSM, WMF      | R   |
| M1            | M1 Autópálya Hungary   | Budapešť – Tatabánya – Győr – Hegyeshalom – Rakousko (dálnice A4 směr Vídeň)                                               |                  | 161 km             | 161 km    | 100%      | OSM, WMF      | D   |
| M2            | M2 Autóút Hungary      | Budapešť – Vác – Parassapuszta – Slovensko (rychlostní silnice R3 směr Zvolen)                                             |                  | 68 km              | 30 km     | 44,1%     | OSM, WMF      | R   |
| M3            | M3 Autópálya Hungary   | Budapešť – Füzesabony – Emőd – Görbeháza – Nyíregyháza – Nyírmada – Vásárosnamény – Beregdaróc – Ukrajina (směr Mukačevo)  |                  | 296 km             | 269 km    | 90,9%     | OSM, WMF      | D   |
| M4            | M4 Autópálya Hungary   | Budapešť – Szolnok – Karcag –Berettyóújfalu – Nagykereki – Rumunsko (dálnice A3 směr Oradea)                               |                  | 222 km             | 130 km    | 58,6%     | OSM, WMF      | R/D |
| M5            | M5 Autópálya Hungary   | Budapešť – Kecskemét – Segedín – Röszke – Srbsko (dálnice A1 směr Bělehrad)                                                |                  | 160 km             | 160 km    | 100%      | OSM, WMF      | D   |
| M6            | M6 Autópálya Hungary   | Budapešť (M0) – Dunaújváros – Szekzárd – Bóly – Ivándárda – Chorvatsko (dálnice A5 směr Osijek)                            |                  | 194 km             | 175 km    | 90,7%     | OSM, WMF      | D   |
| M7            | M7 Autópálya Hungary   | Budapešť – Székesfehérvár – Siófok – Nagykanizsa – Letenye – Chorvatsko (dálnice A4 směr Záhřeb)                           |                  | 226 km             | 226 km    | 100%      | OSM, WMF      | D   |
| M8            | M8 Autópálya Hungary   | Balatonfőkajár (M7) – Sárbogárd (M81) – Dunaújváros (M6) – Dunavecse – Kecskemét (M5) – Nagykőrös (M44) – Abony (M4 / M32) |                  | 163 km             | 10 km     | 6,1%      | OSM, WMF      | D   |
| M9            | M9 Autóút Hungary      | Szekszárd (M6) – Dusnok – Nemesnádudvar                                                                                    |                  | 31 km              | 21 km     | 67,7%     | OSM, WMF      | R   |
| M15           | M15 Autóút Hungary     | Levél (M1) – Rajka – Slovensko (dálnice D2 směr Bratislava)                                                                |                  | 14 km              | 14 km     | 100%      | OSM, WMF      | D   |
| M19           | M19 Autópálya Hungary  | přivaděč do Győru z dálnice M1                                                                                             |                  | 9 km               | 9 km      | 100%      | OSM, WMF      | R   |
| M25           | R25 Gyorsút Hungary    | Füzesabony (M3) – Eger |                  | 18 km              | 18 km     | 100%      | OSM, WMF      | R   |
| M30           | M30 Autópálya Hungary  | Emőd (M3) – Miškovec – Tornyosnémeti – Slovensko (rychlostní silnice R4 směr Košice)                                       |                  | 84 km              | 84 km     | 100%      | OSM, WMF      | D   |
| M31           | M31 Autópálya Hungary  | spojka dálnic M3 a M0 v Budapešti                                                                                          |                  | 12 km              | 12 km     | 100%      | OSM, WMF      | D   |
| M32           | M34 Autóút Hungary     | Szolnok (M4, M8) – Kál (M3, M25)                                                                                           |                  | 63 km              | 0 km      | 0%        | –             | R   |
| M34           | M34 Autóút Hungary     | Vásárosnamény (M3) – Záhony – Ukrajina (silnice M 06 směr Užhorod)                                                         |                  | 36 km              | 0 km      | 0%        | –             | R   |
| M35           | M35 Autópálya Hungary  | Görbeháza (M3) – Debrecín – Berettyóújfalu (M4)                                                                            |                  | 68 km              | 68 km     | 100%      | OSM, WMF      | D   |
| M43           | M43 Autópálya Hungary  | Segedín (M5) – Csanádpalota – Rumunsko (dálnice A1 směr Arad)                                                              |                  | 57 km              | 57 km     | 100%      | OSM, WMF      | D   |
| M44           | M44 Autópálya Hungary  | Kecskemét (M5) – Békéscsaba                                                                                                |                  | 110 km             | 76 km     | 69,1%     | OSM, WMF      | R   |
| M49           | R49 Gyorsút Hungary    | Kántorjánosi (M3) – Csenger – Rumunsko (směr Satu Mare)                                                                    |                  | 45 km              | 0 km      | 0%        | –             | R   |
| M51           | M51 Autóút Hungary     | spojka dálnic M5 a M0 v Budapešti                                                                                          |                  | 4 km               | 4 km      | 100%      | OSM, WMF      | R   |
| M60           | M60 Autópálya Hungary  | Bóly (M6) – Pécs – Szigetvár – Barcs – Chorvatsko (dálnice A13 směr Virovitica)                                            |                  | 97 km              | 31 km     | 32%       | OSM, WMF      | D   |
| M70           | M70 Autóút Hungary     | Letenye (M7) – Tornyiszentmiklós – Slovinsko (dálnice A5 směr Maribor)                                                     |                  | 21 km              | 21 km     | 100%      | OSM, WMF      | D   |
| M76           | R76 Gyorsút Hungary    | Balatonszentgyörgy (M7) – Keszthely – Zalaegerszeg – Körmend (M86 / M80)                                                   |                  | 83 km              | 9 km      | 10,8%     | OSM, WMF      | R   |
| M80           | M80 Autóút Hungary     | Körmend (M76 / M86) – Rábafüzes – Rakousko (rychlostní silnice S7 směr Graz)                                               |                  | 28 km              | 27 km     | 96,4%     | OSM, WMF      | R   |
| M81           | M81 Autóút Hungary     | Sárbogárd (M8) – Székesfehérvár (M7) – Kisigmánd (M1) – Komárom – Slovensko (Komárno)                                      |                  | 114 km             | 0 km      | 0%        | –             | R   |
| M83           | R83 Gyorsút Hungary    | Győr (M1) – Tét – Pápa |                  | 36 km              | 0 km      | 0%        | –             | R   |
| M85           | M85 Autóút Hungary     | Győr – Csorna – Šoproň – st. hranice Rakousko (dálnice A3 směr Eisenstadt, Vídeň)                                          |                  | 95 km              | 89 km     | 93,7%     | OSM, WMF      | R   |
| M86           | M86 Autóút Hungary     | Körmend (M76, M80) – Szombathely – Csorna (M85) – Levél (M1, M15)                                                          |                  | 122 km             | 64 km     | 52,5%     | OSM, WMF      | R   |
| M87           | M87 autópálya - térkép | Szombathely – Kőszeg – st. hranice Rakousko (rychlostní silnice S31 směr Mattersburg)                                      |                  | 20 km              | 1 km      | 4,5%      | –             | R   |
| M90           | M90 autópálya – térkép | Hollád (M7, M76) – Kaposvár – Szigetvár (M60) – Bóly (M6, M60) – Tompa – Szeged (M5, M43)                                  |                  | 221 km             | 0 km      | 0%        | –             | R   |
| M100          | M100 Autóút Hungary    | Albertirsa (M4) – Újhartyán (M5) – Ercsi (M6) – Martonvásár (M7) – Slovensko (silnice 63, Štúrovo)                         |                  | 126 km             | 0 km      | 0%        | –             | R   |

## Galerie

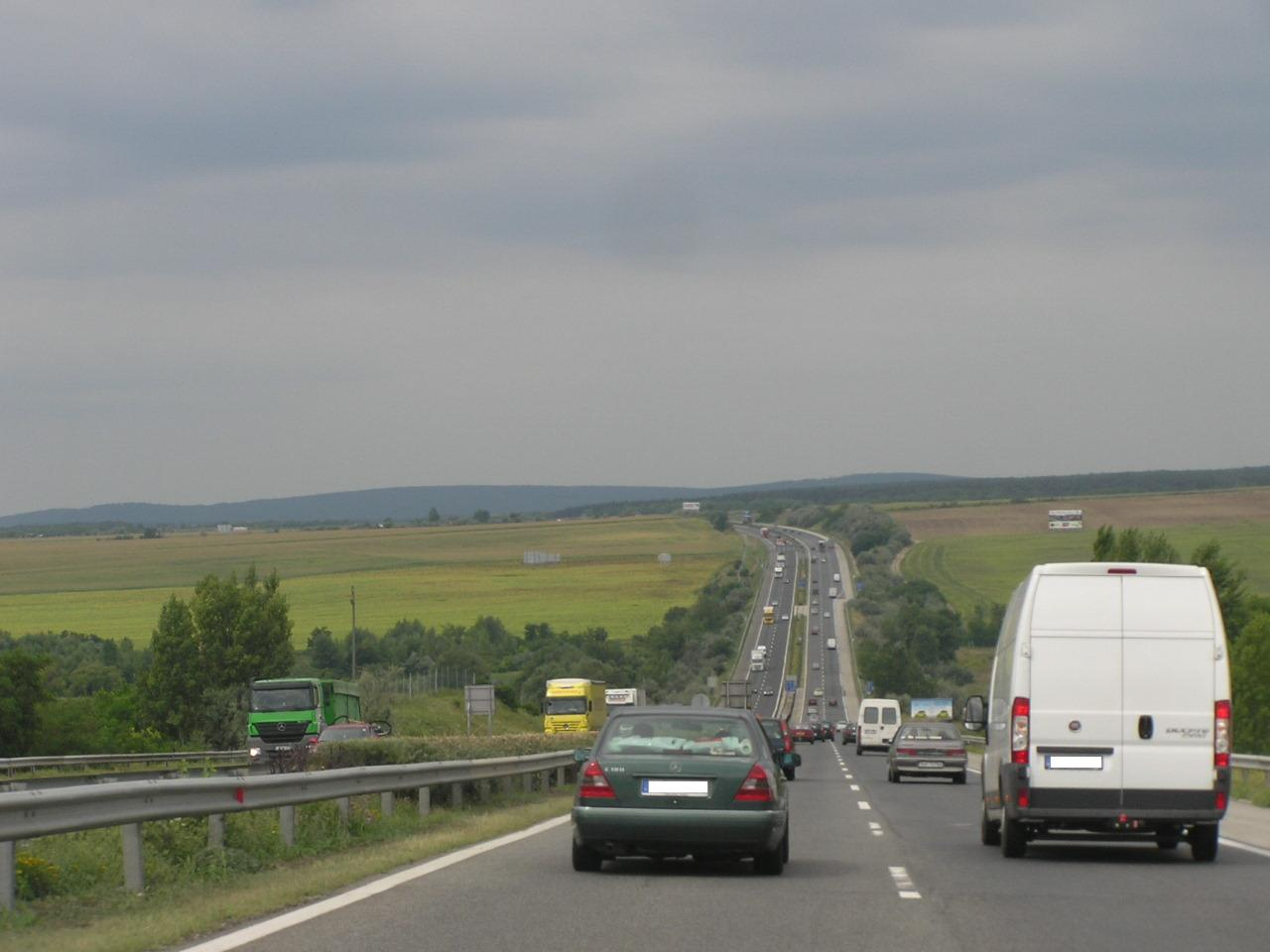
Dálnice M1 v úseku Budapešť – Tatabánya
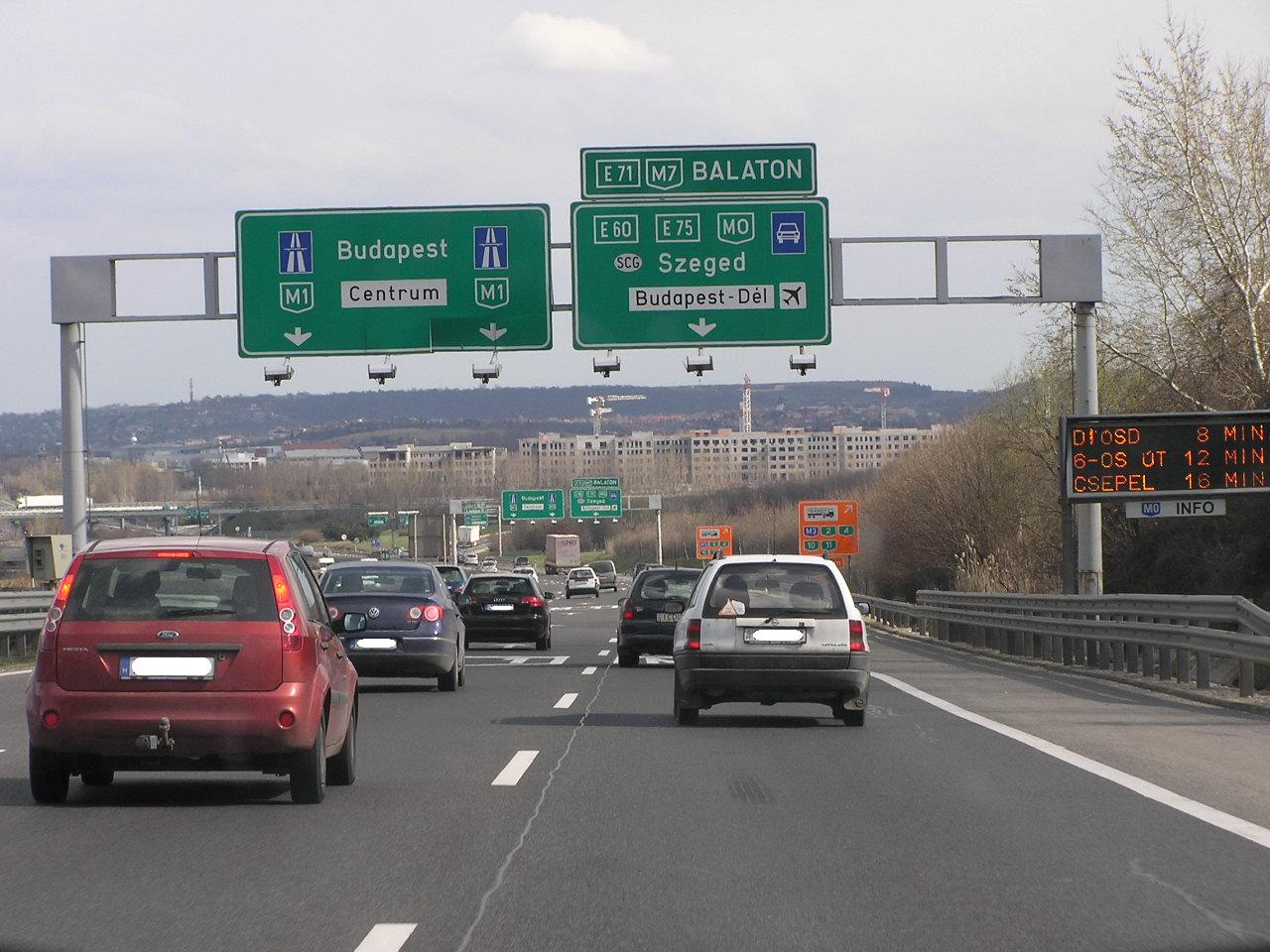
Směrové cedule na dálnici M1 před Budapeští
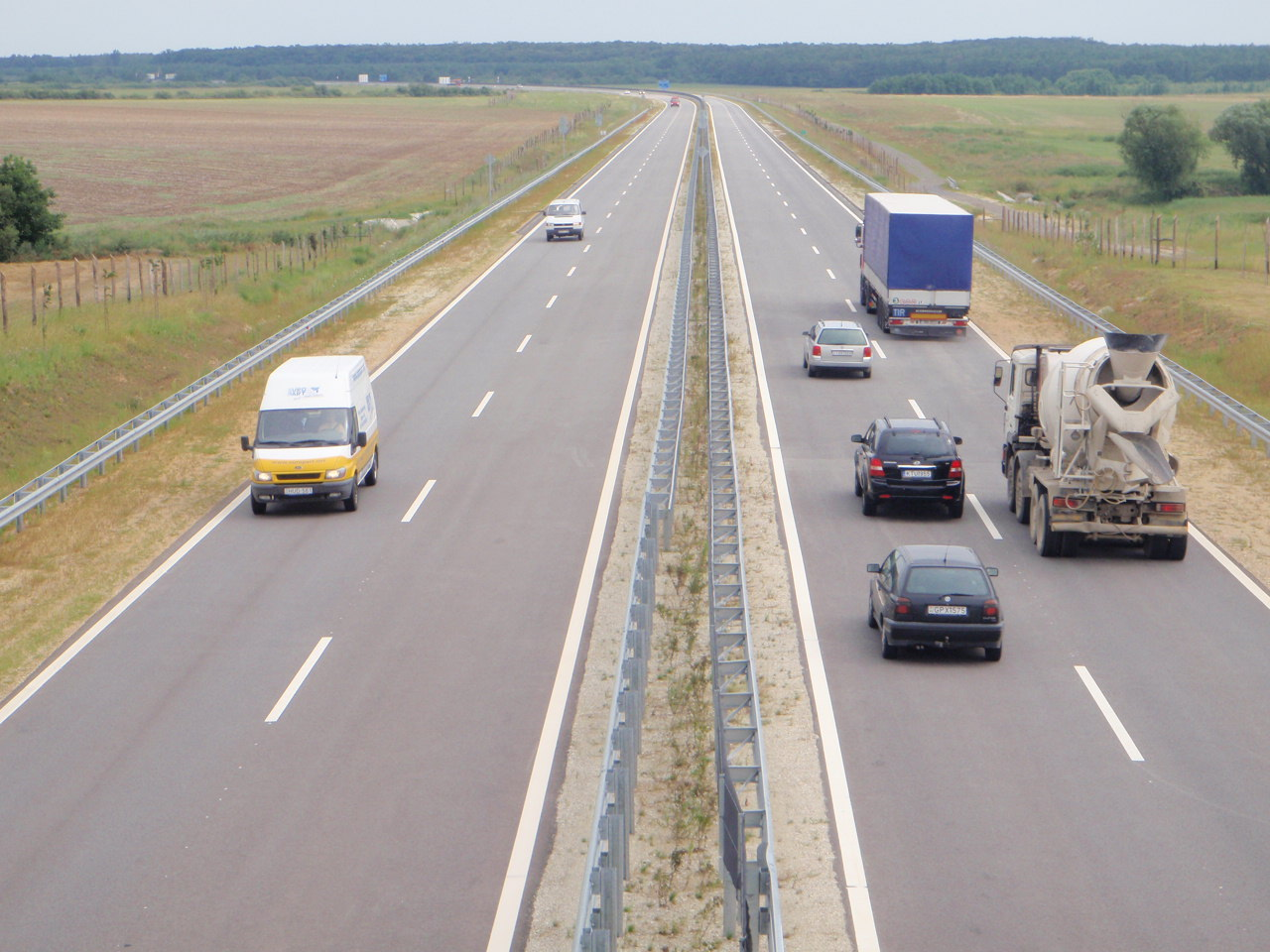
Rychlostní silnice M86 u Vátu
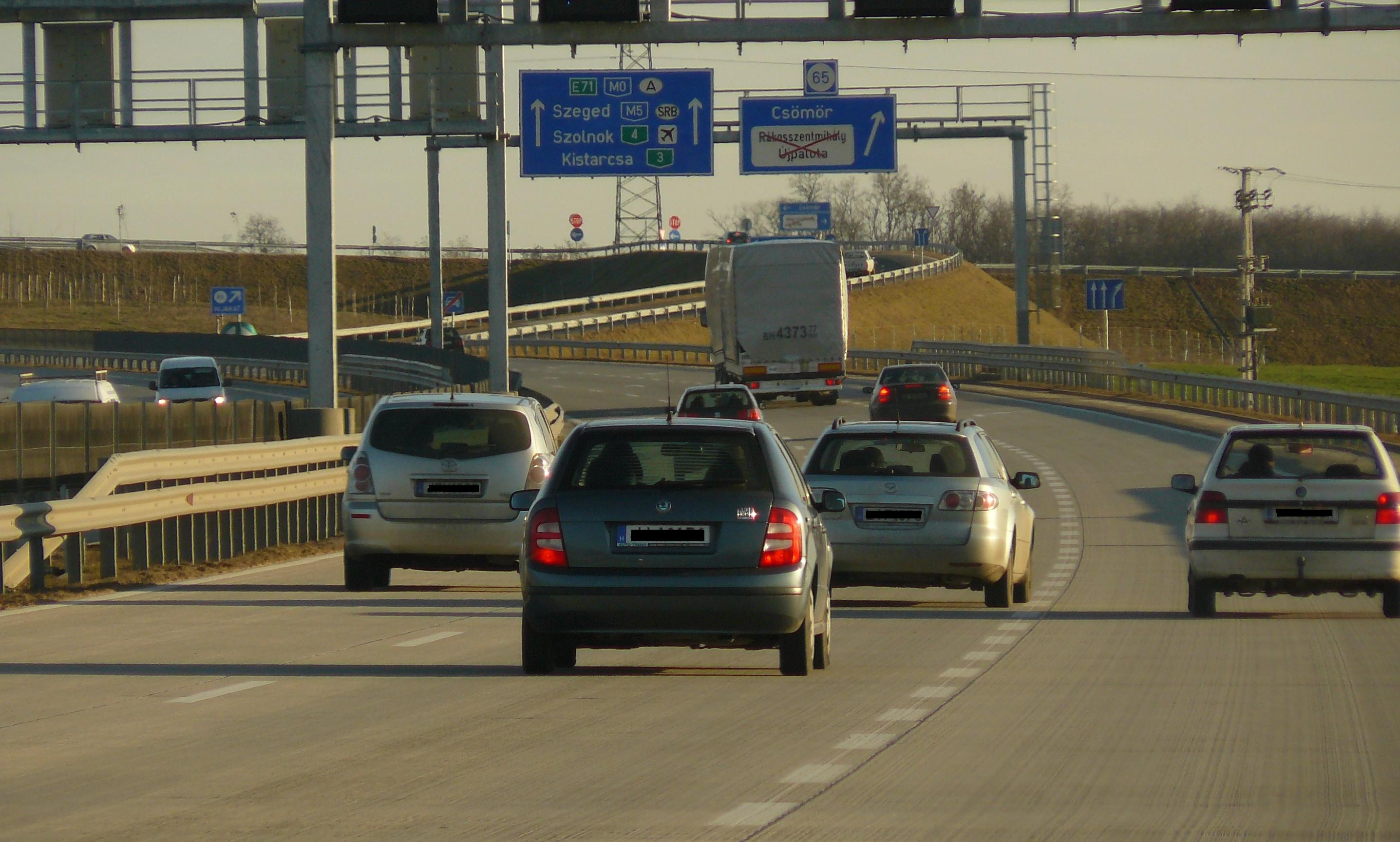
Východní část budapešťského okruhu M0
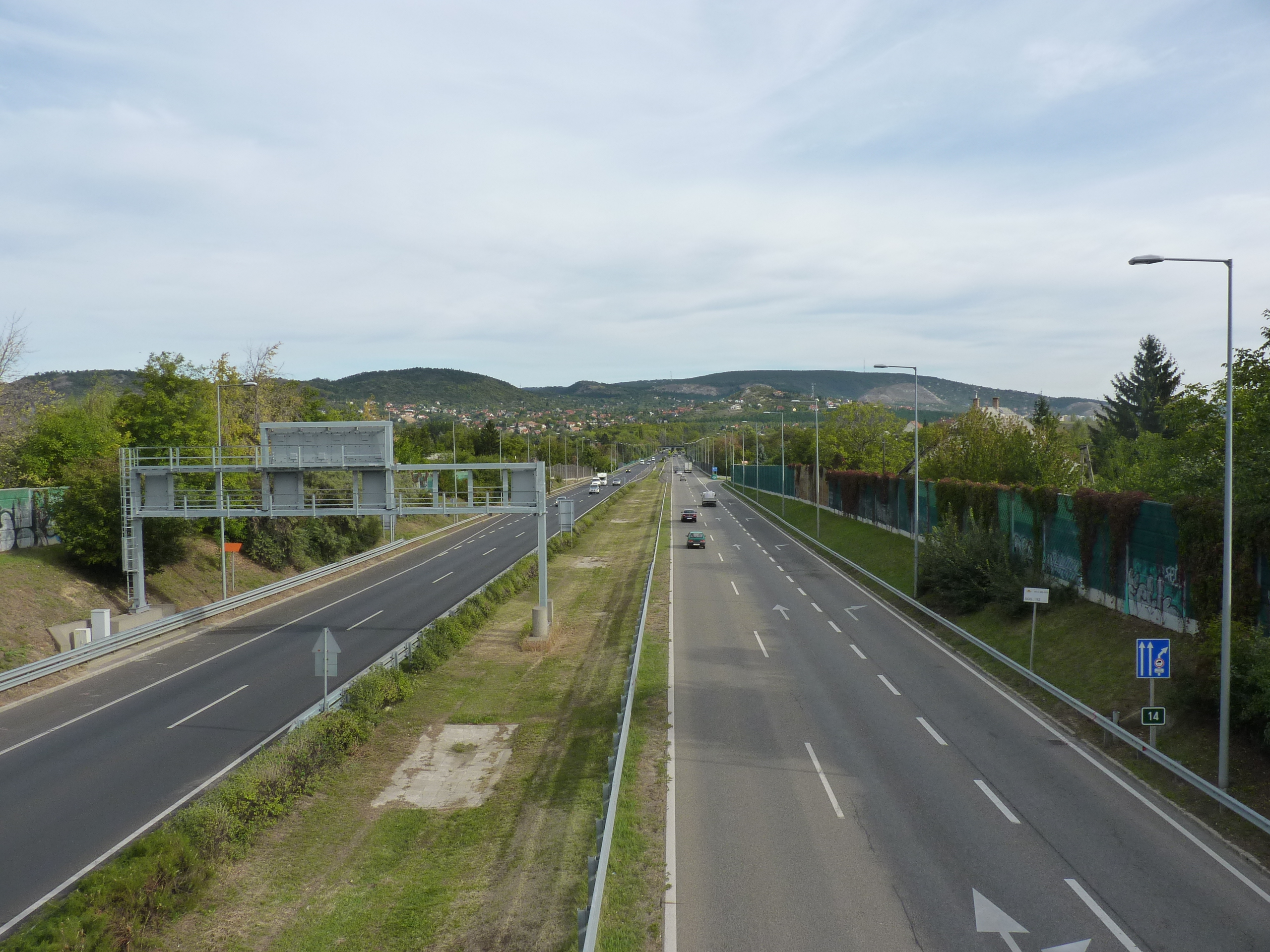
Začátek dálnice M7 u Törökbálintu